# Хихлуха, Лев Васильевич
Лев Васильевич Хихлуха (6 декабря 1937, Туймазы — 23 января 2025, Москва) — советский и российский архитектор. Заслуженный архитектор РСФСР. Академик РААСН, Международной академии архитектуры. Член Союза архитекторов Башкирской АССР с 1964 года.

## Биография
Лев Васильевич Хихлуха родился 6 декабря 1937 года в городе Туймазы Туймазинского района Башкирской АССР в рабочей семье. Отец, Василий Ильич, работал на железнодорожной станции, в 1943 году погиб на фронте. Мать, Елена Ильинична, работала в «Туймазанефти».
Окончив школу, Лев Васильевич в 1955—1956 годах работал электромонтёром Субханкуловского нефтепроводного управления, Туймазинский район Башкирской АССР.
В 1962 году окончил Уральский политехнический институт (г. Свердловск) по специальности «Архитектура».
По окончании учёбы работал в Уфе в институте «Башкиргражданпроект», где руководил проектами застройки городов Стерлитамака, Ишимбая, Туймазы, посёлков Кандры, Серафимовского, Субханкулово, Нижнетроицкого, сёл Кандры-Кутуй, Верхнетроицкого, Верхние Бишинды, Тюменяк, Гафурово, Ильчимбетово.
В Уфе Л. В. Хихлуха спроектировал Лесопарковый район на 45 тысяч жителей, комплекс 12-этажных домов на проспекте Октября, жилые дома на улицах Комарова, Менделеева, общественные и административные здания.
В 1972—1978 годах он был заместителем главного архитектора Уфы, возглавлял Госстрой БАССР. С 1987 года занимал должности Начальника управления по жилищно-гражданскому строительству и проектированию Госстроя РСФСР, заместителя Председателя Госкомитета РСФСР по делам архитектуры и строительства (1988—1994), заместителя министра РФ по строительству, заместителя Председателя Госкомитета РФ (1994—1998).
Архитектор открытого в 1969 году в городе Ишимбае монумента первооткрывателям башкирской нефти (скульпторы Т. П. Нечаева, Б. Д. Фузеев), памятника Мажиту Гафури в Уфе (скульптор Л. Е. Кербель).
В 1998 году Лев Васильевич избран членом-корреспондентом Международной Академии архитектуры.
Семья: жена, двое детей.
Скончался 23 января 2025 года в Москве в возрасте 87 лет.

## Основные сооружения

Памятник Мажиту Гафури в Уфе

Проекты планировки и застройки, жилые дома в гг. Уфе, Стерлитамаке, Ишимбае.
Административные здания транспортного управления и треста КПД, ипподром с трибуной на 5 тыс. мест в г. Уфе; административное здание Горсовета в г. Стерлитамаке; 1-2-4-этажные монолитные жилые дома высокоплотной застройки в г. Борисоглебске, объекты соцкультбыта в Ленинакане (Армянская ССР, 1989).
Особняки в Подмосковье; пилотные проекты реконструкции 5-этажных жилых домов с надстройкой мансардного этажа в г. Лыткарино (Московская обл.), Сургуте.
Научно-техническое сопровождение пилотных проектов реконструкции жилых домов в Санкт-Петербурге, Новочебоксарске, Северодвинске.
Комплекс зданий Уфимского училища искусств в квартале (1971—1973).

## Награды и звания
- Государственная премия РФ в области науки и техники (1999) — за работу в Чебоксарах;
- Премия им. Салавата Юлаева (1979)
- Орден «Знак Почёта», орден Дружбы, медали «За освоение целины», «За доблестный труд», «В память 850-летия г. Москвы», «Ветеран труда», «Ветеран Госстроя России».
- Заслуженный архитектор РСФСР (1989).
- Заслуженный архитектор Республики Башкортостан (1994).
- Почётный строитель России (1998).
- Почётный архитектор России (2002).
- Почётный строитель Нечерноземагропромстроя России.
- Действительный член МААМ.
- Заслуженный строитель Башкирской АССР